# Список астероїдів (38501—38600)
| Назва                          | Тимчасове позначення | Дата відкриття    | Місце відкриття                                  | Відкривач                                        |
| ------------------------------ | -------------------- | ----------------- | ------------------------------------------------ | ------------------------------------------------ |
| (38501) 1999 TN170             | 1999 TN170           | 10 жовтня 1999    | Сокорро (Нью-Мексико)                            | LINEAR                                           |
| (38502) 1999 TC171             | 1999 TC171           | 10 жовтня 1999    | Сокорро (Нью-Мексико)                            | LINEAR                                           |
| (38503) 1999 TF186             | 1999 TF186           | 12 жовтня 1999    | Сокорро (Нью-Мексико)                            | LINEAR                                           |
| (38504) 1999 TO186             | 1999 TO186           | 12 жовтня 1999    | Сокорро (Нью-Мексико)                            | LINEAR                                           |
| (38505) 1999 TU190             | 1999 TU190           | 12 жовтня 1999    | Сокорро (Нью-Мексико)                            | LINEAR                                           |
| (38506) 1999 TB192             | 1999 TB192           | 12 жовтня 1999    | Сокорро (Нью-Мексико)                            | LINEAR                                           |
| (38507) 1999 TD192             | 1999 TD192           | 12 жовтня 1999    | Сокорро (Нью-Мексико)                            | LINEAR                                           |
| (38508) 1999 TR213             | 1999 TR213           | 15 жовтня 1999    | Сокорро (Нью-Мексико)                            | LINEAR                                           |
| (38509) 1999 TQ220             | 1999 TQ220           | 1 жовтня 1999     | Каталінський огляд                               | Каталінський огляд                               |
| (38510) 1999 TF221             | 1999 TF221           | 2 жовтня 1999     | Каталінський огляд                               | Каталінський огляд                               |
| (38511) 1999 TU230             | 1999 TU230           | 5 жовтня 1999     | Станція Андерсон-Меса                            | LONEOS                                           |
| (38512) 1999 TU233             | 1999 TU233           | 3 жовтня 1999     | Сокорро (Нью-Мексико)                            | LINEAR                                           |
| (38513) 1999 TJ236             | 1999 TJ236           | 3 жовтня 1999     | Каталінський огляд                               | Каталінський огляд                               |
| (38514) 1999 TF238             | 1999 TF238           | 4 жовтня 1999     | Каталінський огляд                               | Каталінський огляд                               |
| (38515) 1999 TP245             | 1999 TP245           | 7 жовтня 1999     | Каталінський огляд                               | Каталінський огляд                               |
| (38516) 1999 TQ248             | 1999 TQ248           | 8 жовтня 1999     | Каталінський огляд                               | Каталінський огляд                               |
| (38517) 1999 TL249             | 1999 TL249           | 9 жовтня 1999     | Каталінський огляд                               | Каталінський огляд                               |
| (38518) 1999 TN252             | 1999 TN252           | 8 жовтня 1999     | Сокорро (Нью-Мексико)                            | LINEAR                                           |
| (38519) 1999 TB253             | 1999 TB253           | 9 жовтня 1999     | Сокорро (Нью-Мексико)                            | LINEAR                                           |
| (38520) 1999 TZ255             | 1999 TZ255           | 9 жовтня 1999     | Обсерваторія Кітт-Пік                            | Spacewatch                                       |
| (38521) 1999 TG262             | 1999 TG262           | 14 жовтня 1999    | Сокорро (Нью-Мексико)                            | LINEAR                                           |
| (38522) 1999 TA271             | 1999 TA271           | 3 жовтня 1999     | Сокорро (Нью-Мексико)                            | LINEAR                                           |
| (38523) 1999 TY279             | 1999 TY279           | 7 жовтня 1999     | Сокорро (Нью-Мексико)                            | LINEAR                                           |
| (38524) 1999 TS287             | 1999 TS287           | 10 жовтня 1999    | Сокорро (Нью-Мексико)                            | LINEAR                                           |
| (38525) 1999 TY288             | 1999 TY288           | 10 жовтня 1999    | Сокорро (Нью-Мексико)                            | LINEAR                                           |
| (38526) 1999 TB296             | 1999 TB296           | 1 жовтня 1999     | Каталінський огляд                               | Каталінський огляд                               |
| (38527) 1999 TJ315             | 1999 TJ315           | 9 жовтня 1999     | Сокорро (Нью-Мексико)                            | LINEAR                                           |
| (38528) 1999 UL4               | 1999 UL4             | 31 жовтня 1999    | Обсерваторія Фаунтін-Гіллс                       | Чарльз Джулз                                     |
| (38529) 1999 UR6               | 1999 UR6             | 29 жовтня 1999    | Станція Сінлун                                   | SCAP                                             |
| (38530) 1999 UY14              | 1999 UY14            | 29 жовтня 1999    | Каталінський огляд                               | Каталінський огляд                               |
| (38531) 1999 UF15              | 1999 UF15            | 29 жовтня 1999    | Каталінський огляд                               | Каталінський огляд                               |
| (38532) 1999 UQ24              | 1999 UQ24            | 28 жовтня 1999    | Каталінський огляд                               | Каталінський огляд                               |
| (38533) 1999 UQ33              | 1999 UQ33            | 31 жовтня 1999    | Обсерваторія Кітт-Пік                            | Spacewatch                                       |
| (38534) 1999 UQ39              | 1999 UQ39            | 31 жовтня 1999    | Обсерваторія Кітт-Пік                            | Spacewatch                                       |
| (38535) 1999 UO42              | 1999 UO42            | 28 жовтня 1999    | Каталінський огляд                               | Каталінський огляд                               |
| (38536) 1999 UT42              | 1999 UT42            | 28 жовтня 1999    | Каталінський огляд                               | Каталінський огляд                               |
| (38537) 1999 UJ43              | 1999 UJ43            | 28 жовтня 1999    | Каталінський огляд                               | Каталінський огляд                               |
| (38538) 1999 UZ47              | 1999 UZ47            | 30 жовтня 1999    | Каталінський огляд                               | Каталінський огляд                               |
| (38539) 1999 UH52              | 1999 UH52            | 31 жовтня 1999    | Каталінський огляд                               | Каталінський огляд                               |
| 38540 Стівенс (Stevens)        | 1999 VG2             | 5 листопада 1999  | Лас-Крусес                                       | Д. Діксон                                        |
| 38541 Рустічеллі (Rustichelli) | 1999 VT6             | 7 листопада 1999  | Астрономічна обсерваторія «Джемініано Монтанарі» | Астрономічна обсерваторія «Джемініано Монтанарі» |
| (38542) 1999 VD7               | 1999 VD7             | 7 листопада 1999  | Вішнянська обсерваторія                          | Корадо Корлевіч                                  |
| (38543) 1999 VW9               | 1999 VW9             | 9 листопада 1999  | Обсерваторія Фаунтін-Гіллс                       | Чарльз Джулз                                     |
| (38544) 1999 VS21              | 1999 VS21            | 12 листопада 1999 | Вішнянська обсерваторія                          | Корадо Корлевіч                                  |
| (38545) 1999 VS27              | 1999 VS27            | 3 листопада 1999  | Каталінський огляд                               | Каталінський огляд                               |
| (38546) 1999 VV32              | 1999 VV32            | 3 листопада 1999  | Сокорро (Нью-Мексико)                            | LINEAR                                           |
| (38547) 1999 VN35              | 1999 VN35            | 3 листопада 1999  | Сокорро (Нью-Мексико)                            | LINEAR                                           |
| (38548) 1999 VK47              | 1999 VK47            | 3 листопада 1999  | Сокорро (Нью-Мексико)                            | LINEAR                                           |
| (38549) 1999 VG48              | 1999 VG48            | 3 листопада 1999  | Сокорро (Нью-Мексико)                            | LINEAR                                           |
| (38550) 1999 VS53              | 1999 VS53            | 4 листопада 1999  | Сокорро (Нью-Мексико)                            | LINEAR                                           |
| (38551) 1999 VD54              | 1999 VD54            | 4 листопада 1999  | Сокорро (Нью-Мексико)                            | LINEAR                                           |
| (38552) 1999 VD66              | 1999 VD66            | 4 листопада 1999  | Сокорро (Нью-Мексико)                            | LINEAR                                           |
| (38553) 1999 VU68              | 1999 VU68            | 4 листопада 1999  | Сокорро (Нью-Мексико)                            | LINEAR                                           |
| (38554) 1999 VR78              | 1999 VR78            | 4 листопада 1999  | Сокорро (Нью-Мексико)                            | LINEAR                                           |
| (38555) 1999 VG83              | 1999 VG83            | 1 листопада 1999  | Обсерваторія Кітт-Пік                            | Spacewatch                                       |
| (38556) 1999 VP87              | 1999 VP87            | 5 листопада 1999  | Сокорро (Нью-Мексико)                            | LINEAR                                           |
| (38557) 1999 VV92              | 1999 VV92            | 9 листопада 1999  | Сокорро (Нью-Мексико)                            | LINEAR                                           |
| (38558) 1999 VM114             | 1999 VM114           | 9 листопада 1999  | Каталінський огляд                               | Каталінський огляд                               |
| (38559) 1999 VC115             | 1999 VC115           | 9 листопада 1999  | Каталінський огляд                               | Каталінський огляд                               |
| (38560) 1999 VC123             | 1999 VC123           | 5 листопада 1999  | Обсерваторія Кітт-Пік                            | Spacewatch                                       |
| (38561) 1999 VA133             | 1999 VA133           | 10 листопада 1999 | Обсерваторія Кітт-Пік                            | Spacewatch                                       |
| (38562) 1999 VG139             | 1999 VG139           | 10 листопада 1999 | Обсерваторія Кітт-Пік                            | Spacewatch                                       |
| (38563) 1999 VW140             | 1999 VW140           | 10 листопада 1999 | Обсерваторія Кітт-Пік                            | Spacewatch                                       |
| (38564) 1999 VB144             | 1999 VB144           | 11 листопада 1999 | Каталінський огляд                               | Каталінський огляд                               |
| (38565) 1999 VY145             | 1999 VY145           | 12 листопада 1999 | Сокорро (Нью-Мексико)                            | LINEAR                                           |
| (38566) 1999 VQ147             | 1999 VQ147           | 14 листопада 1999 | Сокорро (Нью-Мексико)                            | LINEAR                                           |
| (38567) 1999 VZ161             | 1999 VZ161           | 14 листопада 1999 | Сокорро (Нью-Мексико)                            | LINEAR                                           |
| (38568) 1999 VE184             | 1999 VE184           | 15 листопада 1999 | Сокорро (Нью-Мексико)                            | LINEAR                                           |
| (38569) 1999 VO198             | 1999 VO198           | 3 листопада 1999  | Каталінський огляд                               | Каталінський огляд                               |
| (38570) 1999 VH199             | 1999 VH199           | 2 листопада 1999  | Каталінський огляд                               | Каталінський огляд                               |
| (38571) 1999 VH211             | 1999 VH211           | 14 листопада 1999 | Каталінський огляд                               | Каталінський огляд                               |
| (38572) 1999 VU223             | 1999 VU223           | 5 листопада 1999  | Сокорро (Нью-Мексико)                            | LINEAR                                           |
| (38573) 1999 WA1               | 1999 WA1             | 19 листопада 1999 | Обсерваторія Гай-Пойнт                           | Денніс Чесні                                     |
| (38574) 1999 WS4               | 1999 WS4             | 28 листопада 1999 | Обсерваторія Оїдзумі                             | Такао Кобаяші                                    |
| (38575) 1999 XH2               | 1999 XH2             | 2 грудня 1999     | Обсерваторія Кітт-Пік                            | Spacewatch                                       |
| (38576) 1999 XL3               | 1999 XL3             | 4 грудня 1999     | Каталінський огляд                               | Каталінський огляд                               |
| (38577) 1999 XZ10              | 1999 XZ10            | 5 грудня 1999     | Каталінський огляд                               | Каталінський огляд                               |
| (38578) 1999 XS11              | 1999 XS11            | 6 грудня 1999     | Каталінський огляд                               | Каталінський огляд                               |
| (38579) 1999 XM15              | 1999 XM15            | 5 грудня 1999     | Вішнянська обсерваторія                          | Корадо Корлевіч                                  |
| (38580) 1999 XN17              | 1999 XN17            | 2 грудня 1999     | Сокорро (Нью-Мексико)                            | LINEAR                                           |
| (38581) 1999 XQ17              | 1999 XQ17            | 2 грудня 1999     | Сокорро (Нью-Мексико)                            | LINEAR                                           |
| (38582) 1999 XE37              | 1999 XE37            | 7 грудня 1999     | Обсерваторія Фаунтін-Гіллс                       | Чарльз Джулз                                     |
| (38583) 1999 XX42              | 1999 XX42            | 7 грудня 1999     | Сокорро (Нью-Мексико)                            | LINEAR                                           |
| (38584) 1999 XH47              | 1999 XH47            | 7 грудня 1999     | Сокорро (Нью-Мексико)                            | LINEAR                                           |
| (38585) 1999 XD67              | 1999 XD67            | 7 грудня 1999     | Сокорро (Нью-Мексико)                            | LINEAR                                           |
| (38586) 1999 XW70              | 1999 XW70            | 7 грудня 1999     | Сокорро (Нью-Мексико)                            | LINEAR                                           |
| (38587) 1999 XO80              | 1999 XO80            | 7 грудня 1999     | Сокорро (Нью-Мексико)                            | LINEAR                                           |
| (38588) 1999 XV91              | 1999 XV91            | 7 грудня 1999     | Сокорро (Нью-Мексико)                            | LINEAR                                           |
| (38589) 1999 XV113             | 1999 XV113           | 11 грудня 1999    | Сокорро (Нью-Мексико)                            | LINEAR                                           |
| (38590) 1999 XT115             | 1999 XT115           | 5 грудня 1999     | Каталінський огляд                               | Каталінський огляд                               |
| (38591) 1999 XZ116             | 1999 XZ116           | 5 грудня 1999     | Каталінський огляд                               | Каталінський огляд                               |
| (38592) 1999 XH162             | 1999 XH162           | 13 грудня 1999    | Сокорро (Нью-Мексико)                            | LINEAR                                           |
| (38593) 1999 XF166             | 1999 XF166           | 10 грудня 1999    | Сокорро (Нью-Мексико)                            | LINEAR                                           |
| (38594) 1999 XF193             | 1999 XF193           | 12 грудня 1999    | Сокорро (Нью-Мексико)                            | LINEAR                                           |
| (38595) 1999 XD196             | 1999 XD196           | 12 грудня 1999    | Сокорро (Нью-Мексико)                            | LINEAR                                           |
| (38596) 1999 XP199             | 1999 XP199           | 12 грудня 1999    | Сокорро (Нью-Мексико)                            | LINEAR                                           |
| (38597) 1999 XU200             | 1999 XU200           | 12 грудня 1999    | Сокорро (Нью-Мексико)                            | LINEAR                                           |
| (38598) 1999 XQ208             | 1999 XQ208           | 13 грудня 1999    | Сокорро (Нью-Мексико)                            | LINEAR                                           |
| (38599) 1999 XC210             | 1999 XC210           | 13 грудня 1999    | Сокорро (Нью-Мексико)                            | LINEAR                                           |
| (38600) 1999 XR213             | 1999 XR213           | 14 грудня 1999    | Сокорро (Нью-Мексико)                            | LINEAR                                           |

| ← Астероїди 30001—40000 → |             |             |             |             |             |             |             |             |             |
| 30001—30100               | 31001—31100 | 32001—32100 | 33001—33100 | 34001—34100 | 35001—35100 | 36001—36100 | 37001—37100 | 38001—38100 | 39001—39100 |
| 30101—30200               | 31101—31200 | 32101—32200 | 33101—33200 | 34101—34200 | 35101—35200 | 36101—36200 | 37101—37200 | 38101—38200 | 39101—39200 |
| 30201—30300               | 31201—31300 | 32201—32300 | 33201—33300 | 34201—34300 | 35201—35300 | 36201—36300 | 37201—37300 | 38201—38300 | 39201—39300 |
| 30301—30400               | 31301—31400 | 32301—32400 | 33301—33400 | 34301—34400 | 35301—35400 | 36301—36400 | 37301—37400 | 38301—38400 | 39301—39400 |
| 30401—30500               | 31401—31500 | 32401—32500 | 33401—33500 | 34401—34500 | 35401—35500 | 36401—36500 | 37401—37500 | 38401—38500 | 39401—39500 |
| 30501—30600               | 31501—31600 | 32501—32600 | 33501—33600 | 34501—34600 | 35501—35600 | 36501—36600 | 37501—37600 | 38501—38600 | 39501—39600 |
| 30601—30700               | 31601—31700 | 32601—32700 | 33601—33700 | 34601—34700 | 35601—35700 | 36601—36700 | 37601—37700 | 38601—38700 | 39601—39700 |
| 30701—30800               | 31701—31800 | 32701—32800 | 33701—33800 | 34701—34800 | 35701—35800 | 36701—36800 | 37701—37800 | 38701—38800 | 39701—39800 |
| 30801—30900               | 31801—31900 | 32801—32900 | 33801—33900 | 34801—34900 | 35801—35900 | 36801—36900 | 37801—37900 | 38801—38900 | 39801—39900 |
| 30901—31000               | 31901—32000 | 32901—33000 | 33901—34000 | 34901—35000 | 35901—36000 | 36901—37000 | 37901—38000 | 38901—39000 | 39901—40000 |